# 神谷浩史、小野大輔的DearGirl～Stories～
神谷浩史、小野大輔的DearGirl～Stories～（日语：神谷浩史・小野大輔のDearGirl〜Stories〜）是日本文化放送播出的廣播節目，從2007年4月7日起於每週日1:00－1:30播出。主持人為聲優神谷浩史與小野大輔。

## 節目概要
- 放送電台：文化放送（日本時間 毎週六25:00〜25:30）、大阪電台（日本時間 毎週日23:00〜23:30）
- 構成作家：諏訪勝
- 節目製作人：內田浩之
- 節目的宗旨是神谷浩史與小野大輔以故事朗誦者的身份，為收音機前獨一無二的「親愛的妳」（Dear girl）傳達故事。節目常態與日本手機網站「Animelo Dear Girl」及Media Works出版的雙月刊漫畫雜誌「SYLPH（原季刊COMIC SYPLH）」以及ASCII MEDIA WORKS出版的月刊漫畫雜誌『電撃Girl's Style （页面存档备份，存于）』做連動企畫。
- 2016年，於第2回動漫廣播大賞中獲得「RADIO OF THE YEAR 最優秀廣播大賞」、「BEST MALE RADIO 最優秀男性廣播賞」兩項獎項。[1] 在AnimeJapan2016中，由構成作家諏訪勝代為上台領獎。

## 節目環節
Opening/開頭
通常聊一些時事梗、近況、節目相關訊息告知、碰頭會中趣聞等，也有因為後面的環節內容太多，而壓縮得非常短的時候。環節末兩人會合說節目標題，最後由小野大輔宣讀那天的集數標題(副標題)。
通常當集副標題會由作家諏訪勝先決定好，神谷浩史在小野大輔讀出來前都不知道這話的標題。
普通sto
最初是以「普通のお便り（ふつのおたより，普通來信）」而簡稱「ふつおた（FUTSUOTA）」；從第22話開始為了和節目名稱有點關連，而改成了「普通のストーリー（普通Story）」，簡稱也因此變成了現在的「ふつすと（FUTSUSUTO）」。
不過經常有兩人從頭閒聊到尾，一封信都沒讀的狀況。
談話室
念讀與節目連動雜誌的相關人士來信的環節。
一開始的環節名稱是「シルフ相談室（SYLPH諮詢室）」，主要是解決來自SYLPH裡漫畫家老師群或編輯部來信煩惱諮詢的環節。
因為總是沒好好替大家做諮詢，在第25話時改為「シルフ談話室」（可理解為SYLPH聊天室）。
2012年4月開始，隨著《電擊Girl's Style》月刊化，第261話之後，變成每月第1、第2週是「ガルスタ談話室（Girl's Style談話室）」，第3、4週是「シルフ談話室」。
2015年1月起，改為「Dear Girl談話室」，成了讀聽眾（Dear girl/DG或Dear Boy/DB）的普通來信的環節。結果就成了只多出一段時間來讀普通來信，和「ふつすと」不同在於只讀一封來信，後面通通是兩人小短篇（コント/story）時間。
在第63話時，為響應在「SYLPH」連載作品「マジナ!」一同出演的嘉賓鈴木裕斗，而以「ドワンゴ談話室（DWANGO談話室）」介紹，而且放送了「マジナ!」的原創故事。（※鈴木裕斗隸屬DWANGO Artist Production，同時DWANGO也是DGS贊助商之一，DGS的專輯也都是由其子公司負責。）
這個環節內容也經常說跟作品相關的小短篇劇場、作品角色或相關企劃等等，而且經常佔去放送中最多時間。
在SYLPH談話室中，環節開頭的漫畫故事介紹（迷你廣播劇）是由兩人演役，而且女主角的部分會由小野扮演。
另，讀來信的時候，常常把老師的名稱亂改，變成其他人或是其他事物的來信，例如：左近堂絵里（さこんどう えり）老師被改成→テコンドー老師。
Dear Voice ※此為DWANGO的Animelomix手機網站會員限定下載
從第65話開始，會募集來自聽眾想要兩位主持人說的台詞，於這個環節說出，並且作為來電答鈴放在手機網站上供下載（須收費）的環節。通常被採用的台詞是引用節目中的兩人的發言，而且是由節目工作人員從聽眾的應募中，非常獨斷地只選出一個人的來信要求的企劃。
Ending/結尾
回顧一整集節目內容的閒聊環節。
在說完例行的來信投稿地址和電子信箱後，主持兩人會像一般的下集預告般說出固定台詞「第◯◯話に、続く！」作結。

## 集數標題
因為節目名稱為「DearGirl〜Stories〜」，故每一集的標題都是以「第○話」為集數稱呼。副標題是由節目的構成作家在節目播放之前想出來，在節目中由小野唸出，神谷在唸出之前並不知道當集的副標是什麼。第19話和第21話的副標題因為構成作家忘了想，所以是由小野自己臨時想出來的，同樣的情況在第356話再一次發生，根據神谷的記憶，構成作家諏訪第三次出這種錯。在402話時又再度發生，就由小野自行發揮了。

## 特別來賓
- 第１１話：安元洋貴
- 第１８話：杉田智和 ※因為神谷浩史感冒而擔任臨時代打主持人
- 第２０話：杉田智和
- 第２８話：中村悠一
- 第２９話：中村悠一 ※臨時登場
- 第３０話：杉原千秋 （漫畫雜誌comic SYLPH編集長）
- 第３１話：（文化放送專屬藝人）
- 第３４話：御徒町鳩（漫畫家）※公開錄音特別來賓
- 第３８話：安元洋貴・杉田智和・中村悠一
- 第３９話：安元洋貴・杉田智和・中村悠一
- 第４３話：進藤学・南圭介・八神蓮
- 第５４話：楠大典
- 第５６話：（小野大輔的母親，為節目中的愛稱）※電話出演
- 第６３話：鈴木裕斗
- 第７４話：[いわさき砂也（漫畫家）※公開錄音特別來賓
- 第８１話：遊佐浩二
- 第８２話：石川英郎
- 第９０話：中村悠一・安元洋貴
- 第９１話：中村悠一・安元洋貴
- 第９４話：（小野大輔的雙親）※到錄音室參觀
- 第９５話：杉田智和
- 第９６話：楠大典・Jenya
- 第１０１話：鈴木裕斗
- 第１１３話：小野坂昌也
- 第１１４話：小野坂昌也
- 第１２８話：代永翼
- 第１３５話：楠大典 ※因為小野大輔感冒而擔任臨時代打主持人
- 第１４３話：小野坂昌也
- 第１４７話：哈曼·坎恩 ※人型模特登場。通過有關人員的允許，以錄取聲音予神谷生日特別企劃。
- 第１６１話：代永翼
- 第１７１話：八木橋くん
- 第１７２話：八木橋くん
- 第１７３話：阪口大助
- 第１７４話：置鮎龍太郎
- 第１７５話：八木橋くん
- 第１８２話：代永翼
- 第１９５話：遊佐浩二
- 第２００話：阪口大助・山田ルイ53世
- 第２３３話：代永翼
- 第２４７話：遊佐浩二
- 第２６５話：ママD・DEARGIRI・代永翼・楠大典
- 第２６９話：小野友樹
- 第２７９話：遊佐浩二
- 第２８０話：遊佐浩二
- 第２８６話：代永翼
- 第３０３話：阪口大助
- 第３０４話：阪口大助
- 第３１０話：楠大典‧中村悠一  ※在DGS祭り『まだまだあぶない神谷浩史生誕祭!』環節中登場
- 第３１７話：ママD  ※電話出演
- 第３３１話：岡本信彦  ※為電撃Girl'sStyle的網路廣播「木村良平・岡本信彦の電撃Girl'sSmile」做宣傳
- 第３３８話：代永翼  ─秋天慣例的電話出演
- 第３４９話：哈曼·坎恩 ※人型模特，在DearBoy祭中登場
- 第３８８話：代永翼  ─秋天慣例的電話出演
- 第４００話：MASOCHISTIC ONO BAND ─MOB出道紀念主持回
- 第４０１話：代永翼  ─『DGS大賞2014』 最優秀獎得獎，電話出演。
- 第４４２話：代永翼  ─秋天慣例的電話出演
- 第４８４話：代永翼  ─DGS EXPO『小道具大賞』中電話出演。
- 第４９５話：代永翼  ─秋天慣例的電話出演
- 第５８４話：梶裕貴  ※為『いつかすべてが君の力になる』做宣傳
- 第５９９話：代永翼 ─秋天慣例的電話出演
- 第６２２話：松原秀  ※為3月15日上映的《阿松劇場版》做宣傳
- 第６６８話：石川界人 ─神谷浩史聖誕祭2020中以肌肉教練的角色登場
- 第６７５話：藤村忠壽·嬉野雅道 ※《水曜どうでしょう》
- 第６７６話：藤村忠壽·嬉野雅道 ※《水曜どうでしょう》
- 第６８２話：內田雄馬  ※小野大輔聖誕祭2020中遠端視訊出演。
- 第７３１話：入野自由  ※為4月18日線上演唱會《Kiramune Presents IRINO MIYU ONLINE LIVE 2021 “True to me”》做宣傳
- 第７３３話：高垣彩陽
- 第７５７話：代永翼  ─秋天慣例的電話出演
- 第７８７話：ママD  ※電話出演
- 第８０７話：代永翼  ─秋天慣例的電話出演

## 節目相關

### MASOCHISTIC ONO BAND（jp）
2013年由神谷浩史、小野大輔及其他4名DGS的工作人員組成的搖滾空氣樂團。2015年7月12日因鼓手體重過重須接受醫療諮詢而活動休止。於2016年舉辦的DGS EXPO重新活動。簡稱 MOB（エム・オー・ビー）。目前發行2張單曲及1張專輯，並於2015年以MOB名義舉辦四場巡迴演唱會。

#### 成員
- ONO-D（オノディー、1978年5月4日 - VOCAL）

MOB隊長。Main Vocal。喜歡佛像。因為說話風格太過搖滾導致有時與外界有溝通障礙。應援色為青色。
- HIRO-C（ヒロシー、1975年1月28日 - VOCAL）

Main Vocal。超級喜歡貓。作為隊長與外界的溝通橋樑，能順利理解並翻譯隊長的話語以便與他人溝通。應援色為紅色。
- DO-S（ドエス、1974年6月9日 - Bass）

樂團Bass手，本體是眼鏡和帽子。應援色為白色。
- 3M（スリーエム、1976年11月18日 - Guitar）

樂團吉他手，身長3公尺，並持續長高中，戀人是庫存。應援色為綠色。
- YAGI84（ヤギハシ、1986年5月7日 - Keyboard）

樂團鍵盤手，最喜歡女人。應援色為粉紅色。
- CHANKO（チャンコ、1986年8月8日 - Drums）

樂團鼓手，特技是邊吃邊演奏。應援色為黄色。

### CD
| 發售日         | CD名稱                                                                         | 類型     | 產品編號           | 備註 |
| -------------- | ------------------------------------------------------------------------------ | -------- | ------------------ | ---- |
| 2007年12月19日 | Dear Girl〜Stories〜                                                           | 迷你專輯 | BMCM-1002          |      |
| 2009年6月17日  | My Dear Girl!                                                                  | 單曲     | BMCS-1001          |      |
| 2010年2月24日  | 熱愛S・O・S!                                                                   | 單曲     | BMCS-1003          |      |
| 2010年9月29日  | DearGirlは眠らない                                                             | 單曲     | DGBS-10006         |      |
| 2011年2月24日  | Dear Girl〜Stories～Birthday Disc2010 神谷浩史聖誕祭ラジオCD                   |          | QRAG21-22          |      |
| 2011年4月6日   | Stories                                                                        | 專輯     | DGBA-10006         |      |
| 2011年11月2日  | Smiley Time                                                                    | 單曲     | DGBS-10013         |      |
| 2012年11月21日 | 僕達だけの物語                                                                 | 單曲     | DGBS-10015/B       |      |
| 2013年2月23日  | Shiny × Shiny                                                                  | 單曲     | BMCS-1006          |      |
| 2013年11月20日 | Glow My Way                                                                    | 單曲     | DGSA-10087         |      |
| 2014年2月15日  | Ace of Asia                                                                    | 單曲     | QECD-0001          | MOB  |
| 2014年12月10日 | Masochistic Over Beat                                                          | 專輯     | DGUR-10003         | MOB  |
| 2015年12月9日  | Monster’s Show                                                                 | 單曲     | DUED-1154          |      |
| 2016年6月25日  | TEN-der land                                                                   | 單曲     | MO-AG-DGSEXPO16-03 |      |
| 2017年3月15日  | Coin toss Drive                                                                | 專輯     | DUED-1208          |      |
| 2017年7月12日  | ON the AIR                                                                     | 單曲     | DUED-1224          |      |
| 2017年11月25日 | Dear Girl・stories・the Movie3 The United Kingdom Of Kochi Original Soundtrack |          | QECD-0013          |      |
| 2018年2月28日  | Mighty Heart                                                                   | 單曲     | QECD-0014          | MOB  |
| 2018年4月21日  | タイセツの鍵                                                                   | 單曲     | DUED-1251          |      |
| 2019年5月29日  | SPEEDILLUSION                                                                  | 單曲     | QECD-0015          |      |
| 2020年6月9日   | 6.9                                                                            | 迷你專輯 | QECD-17            | MOB  |
| 2021年5月28日  | 土曜日の靴音                                                                   | 單曲     | QECD-0022          |      |
| 2022年6月4日   | Master Piece                                                                   | 單曲     | QECD-0023          |      |
| 2023年6月23日  | =（イコール）                                                                  | 單曲     | QECD-0024          |      |

### 廣播劇CD
- 「Dear Girl〜Stories〜響」2008年12月24日發售
- 「Dear Girl〜Stories〜響 暗黒響編」 2010年10月22日發售
- 「Dear Girl〜Stories〜響 THE Final」 2012年10月20日發售
- 「Dear Girl〜Stories〜緋月」 2014年4月10日 發售

### 漫畫
- DearGirl〜Stories〜 響
  - 第1巻 2009年3月23日發售、ISBN 978-4-04-867786-8
  - 第2卷 2010年1月22日發售、ISBN 978-4-04-868359-3
  - 第3卷 2012年3月22日發售、ISBN 978-4-04-886501-2
  - 第4卷 2012年4月21日發售、ISBN 978-4-04-886567-8

- DearGirl〜Stories〜 緋月
  - 第1卷 2013年5月22日發售、ISBN 978-4-04-891684-4
  - 第2卷 2014年1月22日發售、ISBN 978-4-04-866188-1
  - 第3卷 2014年6月21日發售、ISBN 978-4-04-866658-9
  - 第4卷 2015年1月22日發售、ISBN 978-4-04-869195-6

### 遊戲
- NDS「Dear Girl〜Stories〜 響 響特訓大作戦!」2009年12月17日發售

導讀手冊
- 「Dear Girl‐Stories‐響 響特訓大作戦!～ガチdeビジュアルブック」

2010年3月23日發售、ISBN 978-4-04-868437-8

### 電影
- 「Dear Girl〜Stories〜THE MOVIE」2010年10月23日上演
- 「Dear Girl～Stories～THE MOVIE2 ACE OF ASIA」2014年2月15日上演
- 「Dear Girl～Stories～THE MOVIE3 the United Kingdom of KOCHI」前编「六人的龙马编」2017年11月25日上演
- 「Dear Girl～Stories～THE MOVIE3 the United Kingdom of KOCHI」后编「青之继承编」2018年1月6日上演

### 見面會
- 「DearGirl～Stories～4 Lovers Only 」 2011年4月23日 
  - DVD於2011年9月29日發售

- 「DearGirl～Stories～Festival Carnival Matsuri」 2013年2月23日，為第一個登上日本武道館的廣播節目
  - BD&DVD於2013年9月19日發售

- 「Dear Girl～Stories～Dear Boy祭」 2013年11月24日 ※男性限定公演。
  - BD&DVD於2014年6月26日發售

- 「MOB LIVE TOUR 2015 What is Rock？～ロックって何ですか？～in KOBE WORLD HALL」 2015年6月20日、2015年6月21日
  - BD&DVD於2016年2月18日發售

- 「MOB LIVE TOUR 2015 What is Rock？～ロックって何ですか？～in MAKUHARI MESSE EVENT HALL」 2015年7月11日、2015年7月12日
  - BD&DVD於2016年3月17日發售

- 「DGS EXPO 2016」2016年6月25日、2016年6月26日
  - BD&DVD於2017年4月14日發售

- 「DGS VS MOB LIVE SURVIVE」2018年4月21日、2018年4月22日
  - BD&DVD於2019年6月28日發售

- 「MASOCHISTIC ONO BAND LIVE TOUR 2020 6.9～ロックありがとう！～STAY HOME! STAY ROCK!」2020年7月5日
  - BD&DVD於2021年3月26日發售

- 「MOB LIVE TOUR 2020 6.9～ロックありがとう！～STAY HOME! STAY ROCK! AIR TOUR FINAL!」2020年9月13日
  - BD&DVD於2021年6月25日發售

- 「DGS CAMP in Zepp Sapporo」2022年2月26日、2022年2月27日
- 「DGS CAMP in Zepp Fukuoka」2022年3月5日、2022年3月6日
- 「Dear Girl～Stories～ Festival Carnival 15年祭 in KOBE」2022年6月4日、2022年6月5日
- 「Dear Girl～Stories～ Festival Carnival 15年祭 in YOKOHAMA」2022年7月2日、2022年7月3日
- 「エクステンドフェス」2022年11月19日
- 「DGSスピンオフ会」2022年11月19日

## 相關連結
- 文化放送官方公式blog （页面存档备份，存于）（日語）
- 神谷浩史・小野大輔のDear Girl～Stories～ （页面存档备份，存于）（日語）
- 遊戲官方公式 （页面存档备份，存于）（日語）
- MASOCHISTIC ONO BAND （页面存档备份，存于）（日語）
- DGS EXPO （页面存档备份，存于）（日語）
- DGS vs MOB LIVE SURVIVE （页面存档备份，存于）（日語）